# Omikron Serpentis
Omikron Serpentis (ο Serpentis, förkortat Omikron Ser, ο Ser) som är stjärnans Bayerbeteckning, är en ensam stjärna belägen i den södra delen av stjärnbilden Ormen, i den del som representerar ”ormens svans” (Serpens Cauda). Den har en skenbar magnitud på 4,26 och är synlig för blotta ögat där ljusföroreningar ej förekommer. Baserat på parallaxmätning inom Hipparcosuppdraget på ca 18,8 mas, beräknas den befinna sig på ett avstånd på ca 173 ljusår (ca 53 parsek) från solen.

## Egenskaper
Omikron Serpentis  är en blå till vit stjärna i huvudserien av spektralklass A9 Va. Den ligger på den nedre instabilitetsremsan och är klassad som en variabel stjärna av typ Delta Scuti. Den skenbara magnituden på stjärnan varierar i intervallet 4,26-4,27 med en period av 76 minuter eller 0,053 dygn. Den har en massa som är ca 2,1 gånger större än solens massa, en radie som är ca 2,2 gånger större än solens och utsänder från dess fotosfär ca 43 gånger mera energi än solen vid en effektiv temperatur på ca 9 000 K.